# Manual de Munique de Magia Demoníaca
O Manual de Munique de Magia Demoníaca, na Biblioteca Estadual da Baviera, 849, em Munique, é um manuscrito grimório do século XV. O texto, composto em latim, é em grande parte sobre Demonologia e Necromancia. O texto do manuscrito, foi republicado em 1998 sob o título: "Forbidden Rites, A Necromancer's Manual of the Fifteenth century" (" Ritos Proíbidos, O Manual do Necromance do Século XV").
Partes do texto, na tradução em Inglês, são apresentadas em "Forbidden Rites" (Ritos Proíbidos), bem como, incorporado no ensaio do autor sobre o Manual de Munique, em específico e grimórios em geral. O manual ainda está para ser publicado em tradução na íntegra.